# Aegiochus coroo
Aegiochus coroo är en kräftdjursart som först beskrevs av Bruce 1983.  Aegiochus coroo ingår i släktet Aegiochus och familjen Aegidae. Inga underarter finns listade i Catalogue of Life.